# فريد علي (مغني)
فريد علي هو مغني وكاتب أغاني جزائري، ولد في 9 يناير 1919 في بونوح في الجزائر، وتوفي في 19 أكتوبر 1981 في بوغني في الجزائر.مناضل من أجل استقلال الجزائر أثناء ثورة التحرير الجزائرية.

## بدايته
فريد علي واسمه الحقيقي خليفي علي، من مواليد إيخلفونن ببلدية بونوح في بوغني بمنطقة القبائل. في عام 1935 غادر قريته ليستقر في الجزائر العاصمة، حيث عمل كإسكافي ليسافر بعد ذلك إلى الخارج.

## حياته
بعد بضع سنوات، عاد إلى مسقط رأسه حيث التقى بأصدقائه المجاهدين، ومن بينهم العقيد كريم بلقاسم. اعتقله الجيش الاستعماري عام 1956 بسبب أنشطته الثورية، وعانى فريد علي من أسوأ أشكال التعذيب طوال فترة اعتقاله.
كان فريد علي أيضًا عضوا في المنظمة الخاصة أثناء الحرب الجزائرية وبعد إطلاق سراحه في عام 1957 انضم إلى الفرقة الفنية لجبهة التحرير الوطني التي لعبت دورًا في التعريف بالثورة الجزائرية على المستوى الدولي، ومعها سافر إلى عدة دول، بما في ذلك تونس والصين. بتشجيع من مختلف قادة الفرق الموسيقية في ذلك الوقت: محمد كمال، محمد الجموسي ولاحقًا عمراوي ميسوم، كرس فريد نفسه للموسيقى منذ نهاية الأربعينيات، فغنى Ayemma sver ur tsru (ترجمتها: امي اصبري ولا تبكي) من تأليف مصطفى سحنون والعديد من الأغاني الثورية الأخرى بما في ذلك Afus deg-gwfus (والتي ترجمتها: يدا في يد) وAbrid ik-yehwan awi -t (والذي ترجمته: اسلك الطريق الذي تريده).
بعد استقلال الجزائر، كان داعمًا كبيرًا للأكاديمية الأمازيغية في باريس التي كانت تنشط لترقية اللغة والثقافة الأمازيغة. ظل معتقلاً في البرواقية بعد أزمة سياسية حتى عام 1965. وقد أصدر هواري بومدين عفواً عنه فيما بعد مع سجناء سياسيين آخرين. بعد إطلاق سراحه، افتتح وأدار مقهى في الجزائر العاصمة، لكنه غادر بعد ذلك إلى فرنسا عام 1966. وفي باريس تعاطف مع الأعضاء المؤسسين للأكاديمية البربرية، محند أعراب بسعود وطاوس عمروش ومحند سعيد حنوز وآخرين.
بعد الاستقلال، ساعد فريد علي أيضًا العديد من المطربين على الخروج من المجهولية، من خلال البرنامج الإذاعي "مغنون هواة" الذي استضافه القناة الإذاعية الجزائرية الثانية. يوم 5 يوليو 1987 تحصل على وسام من طرف الرئيس الجزائري انذاك الشاذلي بن جديد.